# Українська жестова мова
Украї́нська же́стова мо́ва (УЖМ) — жестова мова, яка використовується жестомовними мешканцями України, зокрема людьми з вадами слуху або мовного апарату. Походить від французької жестової мови.

## Історія

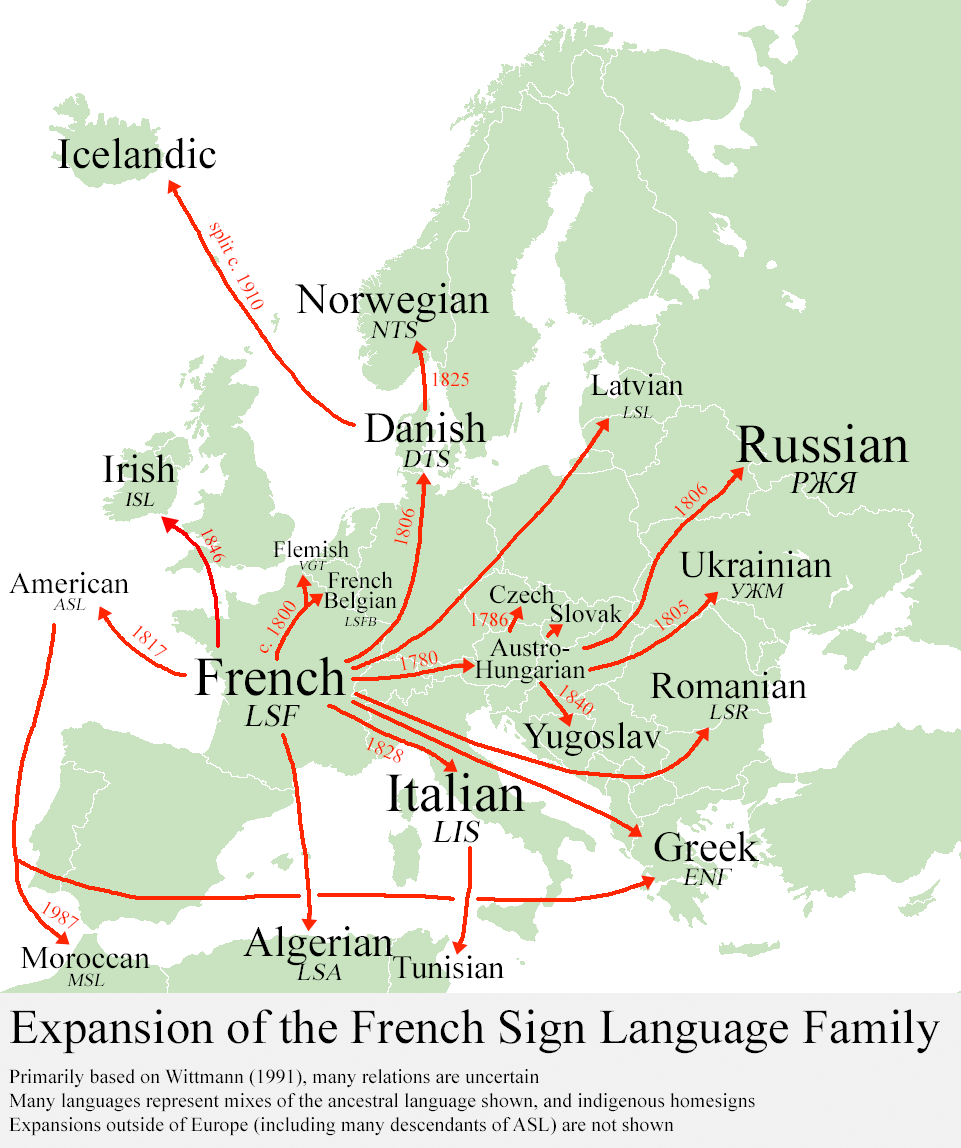
Французька сім'я жестових мов

Викладання жестової мови в Україні розпочалося на початку 1800-х років, коли було відкрито низку філій Віденської школи для глухих, а саме Інститут для глухих на Волині в Романові у 1805 році, а слідом Львівську школа для глухих дітей у 1830 році. У 1843 році подібна школа була створена в Одесі. Дві останні школи працюють і нині.
У 1864 році в Російській Імперії було затверджено «Положення про початкові народні училища» та «Статут гімназій та прогімназій», які спрощували організацію нових шкіл. У цей період були відкриті училища та школи глухонімих у багатьох містах, зокрема, у Києві.  У 1898 році в Санкт-Петербурзі було створено піклування імператриці Марії Федорівни про глухонімих, яке взяло під свій контроль старі та відкривало нові школи, училища, притулки; було організовано курси на підготовку вчителів глухонімих; видавався навчально-методичний журнал "Вісник піклування...".
У 1938 році на Всеросійській нараді з питань навчання та виховання глухих дітей система чистого усного методу була критикована і затверджена нова програма школи глухих. Широко стали використовуватися письмова та дактильна форми мови. Після включення Західної України до складу СРСР у 1939 році, радянські підходи до викладання жестової мови поширились і на цей регіон.
В радянський період розвиток методів навчання українськоі жестової мови значно сповільнився, оскільки використання української жестової мови в освітніх системах СРСР було заборонено незабаром після негативних відгуків Йосипа Сталіна про жестові мови у його статті 1950 року "Марксизм і питання мовознавства". У ній Сталін наголошував, що "значення так званої жестової мови через її крайню бідність і обмеженість мізерно. Це, власне, не мова і навіть не сурогат мови, що може так чи інакше замінити звукову мову, а допоміжний засіб із вкрай обмеженими засобами".
Використання української жестової мови при навчанні глухих і людей з вадами слуху в Україні не відновлювалося до 2006 року.
В 2006 для розвитку української жестової мови була створена Лабораторія жестової мови при Інституті спеціальної педагогіки Національної академії педагогічних наук України.
У 2007 році Західно-канадський центр досліджень глухоти при Університеті Альберти створив проєкт «Українська жестова мова» для дослідження й поширення української жестової мови.

## Громадські та наукові організації
З 2006 по 2018 рік Лабораторія жестової мови при Інституті спеціальної педагогіки Національної академії педагогічних наук України була регуляторним органом, що керував вивченням української жестової мови, видавав підручники, регламентував впровадження української жестової мови в освітній процес для осіб з порушеннями слуху, видав 7 випусків збірника наукових праць «Жестова мова й сучасність». З січня 2018 року цей підрозділ було перейменовано у Відділ навчання жестової мови Інституту спеціальної педагогіки і психології імені Миколи Ярмаченка НАПН України.
Українське товариство глухих було створено у 1933 році, а з 1959 року є постійним членом Міжнародної федерації глухих, а також членом регіонального секретаріату Східної Європи та Середньої Азії цієї організації. УТОГ була створена як організація для українців з порушеннями слуху, як глухих, так і тих, хто слабко чує, для надання їм допомоги в їхній професійній, трудовій та соціальній реабілітації, у захисті їхніх прав та інтересів та в іхній інтеграції у суспільство.

## Поширеність

### Навчання
Станом на 1 січня 2015 року Україні існувало 39 дошкільних закладів, в яких навчалися глухі діти до 6 років, 61 спеціалізована загальноосвітня школа для дітей з вадами слуху, яка навчала глухих учнів віком від 6 до 18 років (включаючи денні школи та інтернати). Однак більшість шкіл наголошує на усному володінні українською мовою та не заохочує до використання УЖМ.
За іншою інформацією, в Україні є 58 шкіл і 35 дитячих садків для глухих і слабочуючих.

### Число носіїв
Без урахування осіб з порушеннями слуху, які проживають в окремих районах Донбасу та Криму, на 1 січня 2015 року було зареєстровано 43 108 громадян України з порушеннями слуху, з яких 38 746 є членами Українського товариства глухих (приблизно 90%). Однак варто звернути увагу, що ці дані враховують не кількість носіїв української жестової мови, а кількість зареєстрованих людей з порушеннями слуху.
За даними Всесвітньої федерації глухих 2008 року, кількість носіїв української жестової мови становить 54 тисячі осіб.

### Володіння іншими мовами
Усною мовою володіють лише частина випускників шкіл-інтернатів для дітей з вадами слуху: лише 30% говорять порівняно зрозуміло, менш ніж 45% глухих задовільно розуміють усне мовлення української мови. Рівень розвитку писемного мовлення у 33% випускників є незадовільним. Спостерігаються значні прогалини у розвитку калькуючого жестового мовлення. Тому багато глухих погано розуміють повідомлення, що передаються за допомогою калькуючої жестової мови; кількість правильних відповідей в тесті калькуючої жестової мови ледь перевищила 50%.
Українські глухі школярі легко розуміють інформацію, передену російською жестовою мовою — отримано 91% правильних відповідей.

## Особливості

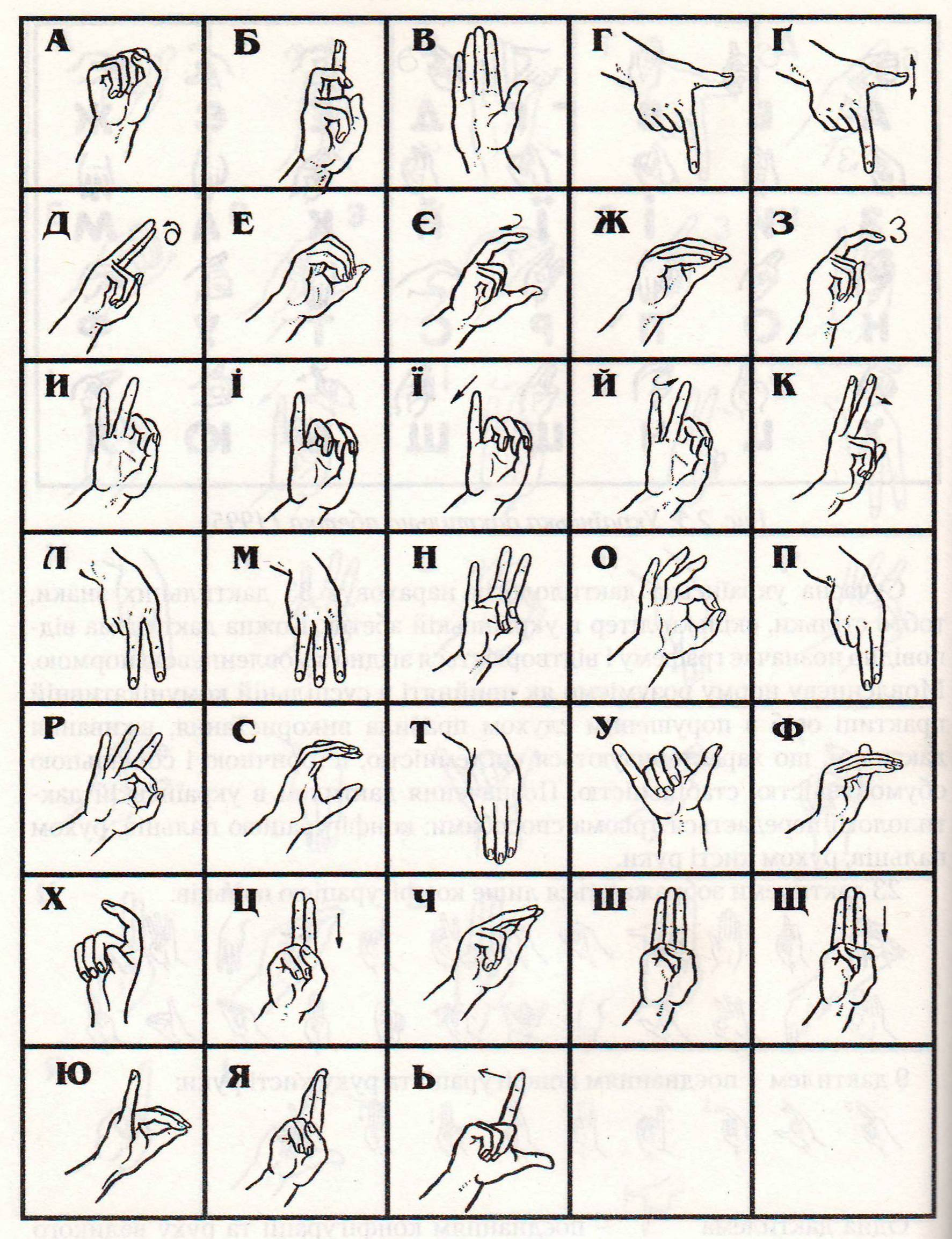
Абетка

### Дактильна абетка
Українська жестова мова використовує одноручний алфавіт, заснований на алфавіті, що використовувався у старофранцузькій жестовій мові, але адаптований для дактилування слів української мови. Відомий як український ручний алфавіт, він складається із 33 знаків, які використовують 23 форми руки. Таким чином, деякі з цих знаків мають спільні форми: наприклад, знаки «Г» і «Ґ» використовують ту саму форму руки, але в першому великий палець нерухомий, а в другому рухається вгору і вниз.
Для літер, спільних для російської та української мов, дактилеми російської та української дактильних абеток збігаються.
В українській жестовій мові, як і в інших жестових мовах, дактилювання використовується для власних імен, технічних термінів без власного позначення в жестовій мові, скорочень довших українських слів і деяких розмовних українських слів. Дактилювання також можна використовувати замість жесту-синоніма для встановлення смислового акценту.

### Калькуюча жестова мова
Калькуюча жестова мова не є власне жестовою мовою, тому що не має власної граматики. Калькуюча жестова мова — це жести, «накладені» на граматику відповідної мови.
Однак в Україні калькуюча жестова мова широко використовувалася і досі продовжує використовуватись замість справжньої жестової мови, наприклад, при навчанні перекладачів та сурдопедагогів, при перекладі. Так, у книзі 1990 рекомендувалося, щоб при користуванні дактильно-жестовою мовою зберігався граматичний лад мовлення, а переклад у всіх випадках супроводжувався чіткою артикуляцією кожного звуку.

### Лексика
Лексику жестової мови включає як еквівалентну лексику, знаки якої можна перекласти словесною мовою одним словом, так і безеквівалентну лексику, питому лише для жестової мови. Саме безеквівалентна лексика викликає найбільшу складність при перекладі між українською мовою та українською жестовою мовою. Багато з таких безеквівалентних жестів можна перекласти фразеологізмами.
Нерідка ситуація, коли слово дактилюється повністю або кисть приймає конфігурацію першої літери цього слова.

### Граматика
Порядок слів в українській жестовій мові досить гнучкий, в деяких випадках збігається з порядком слів в звуковій мові, в деяких - відрізняється. Базовий порядок слів в українській жестовій мові — SVO (підмет-присудок-додаток), але також часто зустрічається порядок SOV (додаток-підмет-присудок).
Важливішим компонентом граматики мови є використання простору. Мовець подумки розташовує у просторі перед собою предмети і дійових осіб, що впливає на напрям і рух використовуваних жестів. Наприклад, при уявному розташуванні вази праворуч від мовця, а столу — ліворуч, при проголошенні речення «Я поставив вазу на стіл» відбуватиметься рух праворуч наліво. Аналогічно, жест «Розповідати» в реченнях «Я розповідаю тобі» і «Ти розповідаєш мені» відрізняється орієнтацією кистей і напрямом руху - від мовця до слухача або навпаки.
У жестовій мові між частинами складного речення робиться пауза, людина зупиняється і мружить очі, а в деяких випадках навіть змінює положення тіла та міміку.
У розповідних реченнях жестової мови в кінці виразу робиться кивок голови, підборіддя опускається вниз і мружаться очі. Запитання поділяються на:
- загальні запитання;
- спеціальні запитання;
- альтернативні запитання.

У спеціальних запитаннях запитальне слово знаходиться наприкінці речення.
Виявлено понад 20 засобів вираження заперечення: за допомогою дійсно заперечних жестів, аналітично шляхом додавання жестів для утворення заперечних форм дієстів, синтетично за допомогою спеціальних рухів всередині інших жестів.
Також особливістю жестових мов є можливість одночасно виробляти більше одного жесту, тоді як у звукових мовах промовляти два слова одночасно не можна. Наприклад, у жесті «Я не замовляв цього» одна рука постійно показує на об'єкт («це»), тоді як інша рука послідовно робить жести «замовити» і «не».

### Спорідненість української, російської та молдавської жестових мов
У дослідженні східноєвропейських жестових мов 2005 показано, що українська, російська та молдавська жестові мови входять в один мовний кластер. Відзначається лексична подібність близько 70% на вибірці із 234 слів. Це значення знаходиться всередині «коридору» внутрішньомовної різниці (наприклад, лексична відповідність списків слів, отриманих від двох різних носіїв російської жестової мови, становила 76%). На основі цих даних автор припускає, що українська, російська та молдавська жестові мови можуть бути діалектами однієї мови:29. Автор рекомендує додатково досліджувати ці мови, зокрема, слід використовувати точніші показники, такі як тестування взаєморозуміння замість того, щоб покладатися на порівняння лексичного складу. Також дослідник застерігає від неправильної інтерпретації результатів, зазначаючи, що попереднє дослідження такого роду не призначене для отримання остаточних результатів про спорідненість або ідентичність мов:32—33.

## У культурі
Українська жестова мова стала відома у світі в 2014 році після виходу українського фільму Плем'я, де актори спілкувалися українською жестовою мовою без розмовного діалогу.
У серіалі Перші ластівки однією з головних героїнь є частково глухоніма дівчина.